# Louis-Marie Ling Mangkhanekhoun
Louis-Marie Ling Mangkhanekhoun, né le 8 avril 1944 dans un village de la province de Xieng Khouang, est un prélat catholique laotien d'ethnie Khmu, vicaire apostolique de Paksé de 2000 à 2017 puis vicaire apostolique de Vientiane de 2017 à 2024. Il est créé cardinal par François en juin 2017. 

## Biographie

### Prêtre
Ordonné prêtre en 1972, il devient vicaire général de Vientiane.

### Évêque
Il est évêque titulaire d'Aquæ-Novæ-en-Proconsulaire (de) et vicaire apostolique de Paksé à dater du 30 octobre 2000. Le vice-gouverneur de la province de Champassak assiste à la consécration, insistant sur le fait que « les catholiques doivent collaborer au développement du pays ». C'est un pas de plus vers l'apaisement après des décennies de persécutions. C'est la première fois qu'un évêque est consacré à  Paksé depuis l'érection du vicariat apostolique en 1967. Pierre Bach, ancien vicaire apostolique de Savannakhet et responsable de l'apostolat auprès de la diaspora laotienne, assiste à la cérémonie. À cette époque, le modeste vicariat regroupe 11 362 catholiques (pour 900 000 habitants), principalement dans les ethnies minoritaires. L'évêque n'est assisté que de deux prêtres, de dix-neuf religieuses et de catéchistes laïcs.
Mangkhanekhoun est le président de la Conférence épiscopale du Laos et du Cambodge de 2009 à 2014. 
En février 2017, il est aussi nommé administrateur apostolique du vicariat apostolique de Vientiane.

### Cardinal
Le 21 mai 2017, à la fin du Regina Cœli, le pape François annonce sa création comme cardinal pour le consistoire du 28 juin suivant. Il reçoit alors le titre de San Silvestro in Capite, titre dont il prend possession le 22 avril suivant. C'est le premier cardinal originaire du Laos.
Le 16 décembre 2017, il est nommé vicaire apostolique de Vientiane, fonction qu'il quitte le 23 décembre 2024.
Il atteint la limite d'âge des cardinaux-électeurs le 8 avril 2024, le rendant inéligible à participer au conclave réuni en 2025 à la suite de la mort du pape François.